# 6653 Feininger
6653 Feininger è un asteroide della fascia principale. Scoperto nel 1991, presenta un'orbita caratterizzata da un semiasse maggiore pari a 2,9111769 UA e da un'eccentricità di 0,0869519, inclinata di 1,98091° rispetto all'eclittica.